# Новокаминка
Новокаминка — деревня в Притобольном районе Курганской области России. Входит в состав Ялымского сельсовета.

## География
Деревня находится на юге Курганской области, в пределах юго-западной части Западно-Сибирской равнины, в лесостепной зоне, на расстоянии примерно 14 километров (по прямой) к юго-востоку от села Глядянского, административного центра района. Абсолютная высота — 133 метра над уровнем моря.

### Климат
Климат характеризуется как резко континентальный, с холодной продолжительной малоснежной зимой и тёплым сухим летом. Среднегодовая температура — 1,6 °C. Средняя температура воздуха самого холодного месяца (января) составляет −17,9 °C (абсолютный минимум — −47 °С); самого тёплого месяца (июля) — 19,3 °C (абсолютный максимум — 41 °С). Вегетационный период длится 168 дней. Годовое количество атмосферных осадков — 346 мм, из которых 263 мм выпадает в период с апреля по октябрь. Продолжительность периода с устойчивым снежным покровом равна 157 дням.

## Население
| 1989 | 2002 | 2010 |
| ---- | ---- | ---- |
| 161  | ↘127 | ↘89  |

### Гендерный состав
По данным Всероссийской переписи населения 2010 года в гендерной структуре населения мужчины составляли 40,4 %, женщины — соответственно 59,6 %.

### Национальный состав
Согласно результатам Всероссийской переписи населения 2002 года, в национальной структуре населения русские составляли 97 %.
История
Образовалась в результате переселения из деревни Каминка в 18 веке, находившейся на Ялымском лугу, у речки Кама (старица реки Тобол). Это переселение было вынужденным. После частых наводнений жители деревни Каминка разделились на две группы. Одни переселились выше по одну сторону Тобола основав Каминку(сейчас новокаминка),другие поселились на бугре по другую сторону Тобола основав тоже Каминку (сейчас село Каминское основано в 1749 году). В образование этих двух сёл виновато половодье.  Скорее всего название Каминка происходит от названия реки Кама в Пермском крае, откуда были переселенцы, что подтверждается совпадающими фамилиями и названиями сёл тех краёв.